# Забудкін Петро Андрійович
Петро Андрійович Забудкін (25 червня 1884, місто Одеса — 21 січня 1973, місто Одеса) — радянський діяч, відповідальний секретар Миколаївського окружного комітету КП(б)У.

## Життєпис
Народився в багатодітній робітничій родині. Здобув освіту в початковій народній школі. Трудову діяльність розпочав у п'ятнадцятирічному віці учнем слюсаря у приватній майстерні міста Одеси. Із сімнадцятирічного віку працював учнем слюсаря у Головних залізничних майстернях Одеси, потім став слюсарем. Паралельно навчався на вечірніх курсах за програмою середньої школи.
З 1901 року брав участь у революційній діяльності, відвідував нелегальні зібрання, поширював прокламації. Після повстання на броненосці «Потьомкін» у 1905 році був учасником демонстрації під час похорону Григорія Вакуленчука. Через участь у жовтневому політичному страйку 1905 року втратив роботу.
У 1906 році призваний на військову службу, служив на Тихоокеанському флоті у Владивостоці. Закінчив військову школу мінерів, служив на крейсері «Аскольд». 
Після демобілізації повернувся до Одеси, працював слюсарем, продовжував революційну діяльність. 
Член РСДРП(б) з 1917 року. 
Після Лютневої революції 1917 року — голова Ради робітничих депутатів залізничних майстерень Одеси, голова залізничного комітету Одеського вузла. У 1918 році — завідувач відділу Всеросійського виконавчого комітету залізничників («Вікжедору»). У 1918—1919 роках — голова революційного комітету Одеського відділу залізниці.
У 1920—1922 роках — на відповідальній роботі в Одеському губернському комітеті КП(б) та в Привокзальному районному комітеті КП(б)У міста Одеси.
У 1923 році — відповідальний секретар Миколаївського окружного комітету КП(б)У.
З вересня 1923 до червня 1924 року — голова Одеського лінійного комітету профспілки залізничників (лінкпрофсожу).
На 1924—1928 роки — голова Одеського дільничого комітету профспілки залізничників (дікпрофсожу) при управлінні Південно-Західної залізниці. На 1929—1930 роки — голова Одеського окружного відділу профспілки залізничників.
Потім працював на відповідальній профспілковій та партійній роботах.
З 1961 року — персональний пенсіонер республіканського значення.
Помер 21 січня 1973 року, похований на Другому Християнському цвинтарі міста Одеси.

## Нагороди та звання
- орден «Знак Пошани»
- медалі
- Почесний громадянин міста Одеси (30.10.1967) — «за активну участь у відновленні та розвитку народного господарства та вихованні молоді на бойових та трудових традиціях»